# 松尾流
松尾流（まつおりゅう）は、松尾宗二に始まる茶道の流派。家元は名古屋市東区にあり、財団法人として松蔭会がある。

## 歴史
松尾家の家祖は堺の辻家の養子で、京都で呉服商（屋号は墨屋）を営んだ辻玄哉である。辻玄哉は武野紹鴎の門人であり、また千利休に台子点前を伝授した兄弟子として知られている。以後、松尾宗俊までは呉服商を生業としながら茶の湯を楽しんでいた。このうち松尾宗二（物斎）は千宗旦の門人として著名であり、宗旦から「楽只軒」の書、「楽只」銘の茶杓と花入を贈られている。この3点は松尾家の家宝とされ、相続披露の茶事のみに用いられている。
初代松尾宗二（楽只斎）は元は近江の生まれで松尾家の養子に入り、始めは町田秋波に茶を学び表千家6代覚々斎のもとで奥儀を極めた。享保のころまで名古屋の町衆の間では宗和流が盛んだったが、このころ覚々斎は依頼によって町田秋波を名古屋に遣わして稽古をみさせていた。秋波はまもなく亡くなり、その代わりに享保9年（1724年）楽只斎宗二が名古屋へ派遣されるようになった。京都においては近衛家・鷹司家より殊遇を得ており、たびたび京都と名古屋を往復して茶道普及に努めた。これより代々京都と名古屋を往復し、2代翫古斎の時からさらに尾張藩の御用も勤めるようになる。このうち5代不俊斎は4代不管斎の妹の婿だが、焼きもの・建築・造園、さらに詩歌に通じた非凡の人で、松尾流中興の祖と称せられている。
7代好古斎の時に幕末を迎え、鳥羽・伏見の戦いで京都東洞院押小路にあった家を焼失したため、名古屋に移住することになった。好古斎の長男は松尾流を継ぐべく大徳寺孤篷庵で禅の修行をしたのだが、一旦は名古屋に戻ったもののとうとう禅僧となってしまった。このため好古斎が急逝したあとは3男が8代汲古斎として家元を継いだのだが、汲古斎もわずか4年で台湾に渡ってしまう。結局、長男が還俗して9代半古斎として家元を継ぐことになる。半古斎も早世したため、10代不染斎は13年間に渡って表千家12代惺斎のもとで修行を積んでから継承した。この間家元不在の松尾流は妹の松尾実知が中心になって支え後に11代を贈られた。

## 歴代
| 代   | 名       | 斎号   | 生没年月日                  | 備考                                                        |
| ---- | -------- | ------ | --------------------------- | ----------------------------------------------------------- |
|      | 辻玄哉   |        | 不詳-1576年11月11日         |                                                             |
|      | 辻五助   |        | 不詳-1631年5月1日           |                                                             |
|      | 松尾宗二 | 物斎   | 1579年-1658年5月24日        |                                                             |
|      | 松尾宗政 |        | 不詳-1691年                 |                                                             |
|      | 松尾宗俊 |        | 1639年-1688年               |                                                             |
| 初   | 松尾宗二 | 楽只斎 | 1677年-1752年9月5日         | 養子                                                        |
| 二   | 松尾宗五 | 翫古斎 | 1701年-1771年11月25日       |                                                             |
| 三   | 松尾宗政 | 一等斎 | 1741年-1802年9月13日        |                                                             |
| 四   | 松尾宗俊 | 不管斎 | 1781年-1805年6月27日        |                                                             |
| 五   | 松尾宗五 | 不俊斎 | 1792年-1830年6月16日        | 3代一等斎の婿                                               |
| 六   | 松尾宗古 | 仰止斎 | 1820年-1856年4月29日        | 伏見稲荷中社の松本家から養子                                |
| 七   | 松尾宗五 | 好古斎 | 1847年-1888年3月21日        |                                                             |
| 八   | 松尾宗幽 | 汲古斎 | 1872年-1918年               | 7代好古斎の3男                                              |
| 九   | 松尾宗見 | 半古斎 | 1866年-1917年10月1日        | 7代好古斎の長男                                             |
| 十   | 松尾宗吾 | 不染斎 | 1899年4月13日-1980年5月27日 |                                                             |
|      | 松尾実知 | 浄照院 | 1903年-不詳                 | 10代不染斎の妹 葆光斎により11代を譲られるが妙玄斎により撤回 |
| 十一 | 松尾宗倫 | 葆光斎 | 1936年-1984年12月10日       | 10代不染斎の子                                              |
| 十二 | 松尾宗典 | 妙玄斎 | 1962年-                     | 当代                                                        |